# Раусу (гора)
Гора Раусу (яп. (羅臼岳, латиніз.: Rausu-dake) — головна і найвища вершина вулканічної групи на півострові Сіретоко на Хоккайдо. Гора Раусу має висоту над рівнем моря 1661 м  . Гора входить до складу національного парку Сіретоко , який з 2005 року є об’єктом списку Всесвітньої спадщини ЮНЕСКО. Гора Раусу включено до списку 100 відомих гір Японії Хісая Фукада  і був обраний до  списку 100 відомих гір квітів Японії  .

## Опис

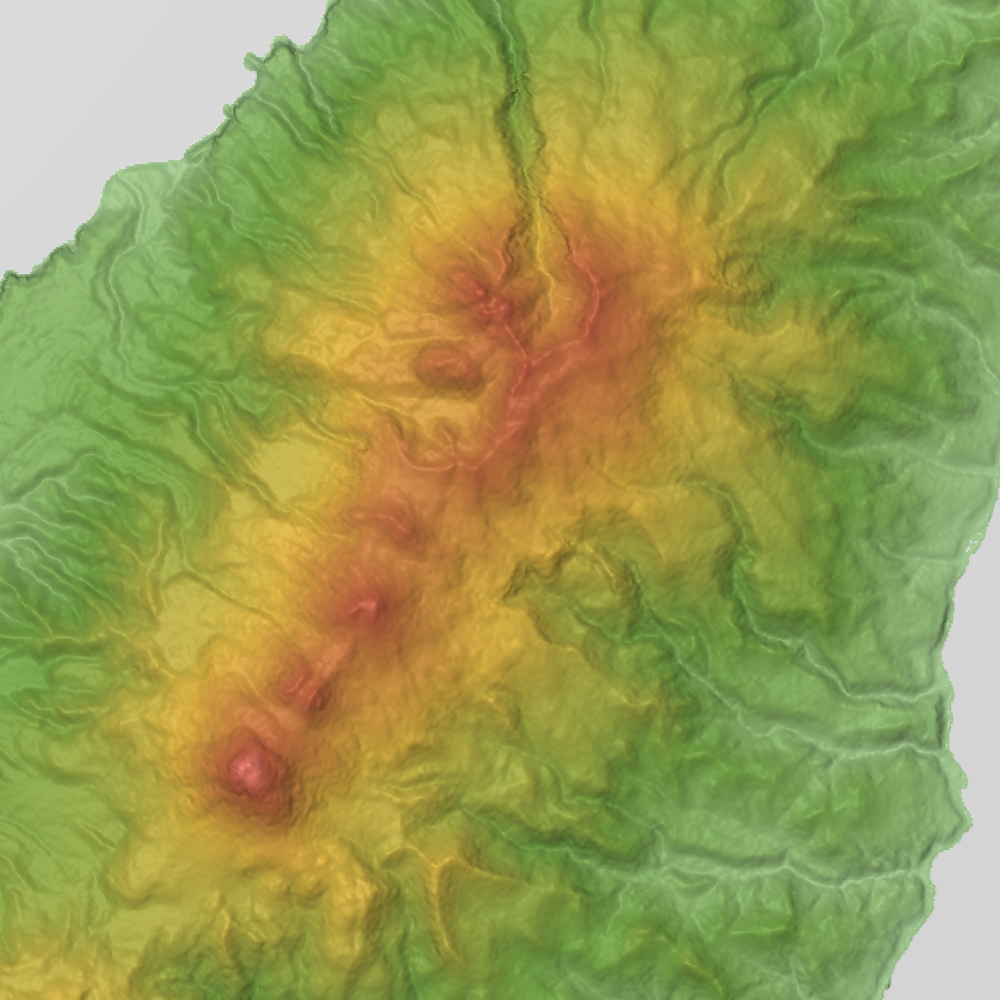
Топографічна карта групи вулканів Раусу-Шіретоко. Гора Раусу знаходиться перша знизу.

Інститутом географії Японії у 2008 році висота гори була переглянута за допомогою GPS та визначена як 1660 м (1660,36 м) . Однак у результаті перевірки та коригування в 2014 року вона була знову переглянута до 1661 м .
За останні 2300 років було три періоди високої вулканічної активності в районі гори: 2200-2300 років тому, 1400-1600 років тому і 500-700 років тому   .Спочатку діяльність ріолітової та андезитової лави сформувала стратовулкан, але пізніше на вершині утворився лавовий купол та  протягом багатьох років відбувалось гравітаційне руйнування: зсуви і обвали  . Це активний вулкан, який останній раз вивергався приблизно до 500 років тому, а в 1964 році в місті Раусу біля підніжжя гори було помічено понад 100 землетрусів і гейзерів  .
Гора є одним із восьми символів міста Раусу  . У 1965 році  була випущена марка національного парку Сіретоко вартістю 10 ієн із зображенням «Гора Раусу, вид з берега озера Раусу»  .
З вершини гори можна побачити Охотське море, протоку Немуро, гори півострова Сіретоко і навіть острів Кунашир

### Про назву
Айнською назва гори — чача-нупрі, що означає «дідусь/гора»,  «Можливо, її назвали так тому, що це найвища вершина на півострові Сіретоко».

## Альпінізм

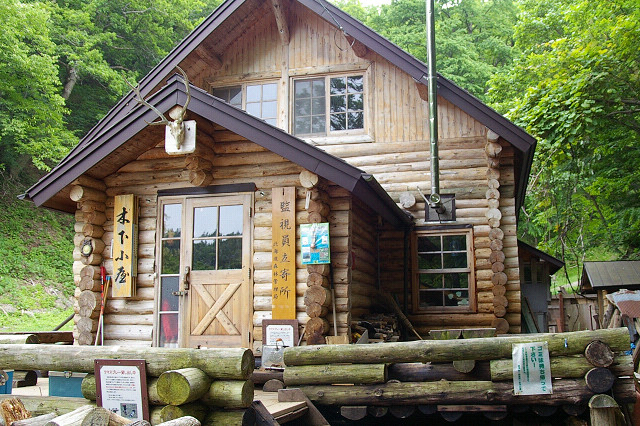
Хатина Кіношіта на початку стежки поблизу річки Іваобецу

Початок маршруту може бути з міста Раусу та з міста Сярі.  Маршрути сходження мають круті схили, крихку скелю та вразливу до суворих погодних умов шлях. Добре облаштована траса з Сірі, вона легша для прогулянок. Тривалість походу приблизно 5 годин, довжина майже 7 км, кінцевий пункт маршруту розташовано на висоті 1661м Маршрут може бути продовжено до 14 км, тривалістю майже 10 годин, тому пропонується ночівля в гірській хаті.  
Мандрівників попереджають про те, що на маршрутах часто з’являються бурі ведмеді .

## Галерея
|                                    |
| Вид на вершину з перевалу Сіретоко |

|                                    |
| Вид на вершину з перевалу Сіретоко |

|                              |
| Озера Сіретоко та гора Раусу |

|                                                       |
| Вид на гірський масивпівострова Сіретоко з гори Раусу |

|                                       |
| Від озер Сіретокота гори Раусу восени |

|              |
| Від на Раусу |

|                            |
| Раусу з околиць Івасімідзу |

|                                 |
| Останнє сходження на гору Раусу |

|                                    |
| Охотське море з вершини гори Раусу |

|                |
| Від гори Раусу |

## Пов'язаний предмет
- 100 відомих гір Японії
- Півострів Сіретоко
- Річка Іваобецу
- Річка Раусу

## Зовнішнє посилання
- Японське метеорологічне агентство
  - Раусу-даке
  - Список діючих вулканів Японії (4-е видання) Веб-версія 羅臼岳PDF
- Четвертинний вулкан Японії, гора Раусу - Національний інститут передових промислових наук і технологій Геологічної служби Японії
- Пов'язані із запобіганням катастрофам
  - 防災マップ〈2011年版〉PDF
  - Карта небезпеки вулканічної катастрофи у місті Шарі